# Jazmín Pinedo
Jazmín Tatiana Pinedo Chau (Jesús María, Lima, 19 de agosto de 1990) es una presentadora, personalidad de televisión, actriz y modelo peruana de ascendencia china. Es la conductora del programa televisivo + Espectáculos del canal peruano América Televisión.

## Primeros años
Jazmín Pinedo nació en Lima, Perú pero su ascedencia era China, siendo hija del comandante de la Policía Nacional del Perú, Teódulo Santiago Pinedo, y de Libertad Chau. En Lima estudió la especialidad de publicidad en el Instituto Peruano de Publicidad.

## Carrera
Empezó modelando para agencias de turismo en Junín. En 2005 fue Miss Selva Central y en 2006 obtuvo el segundo puesto en Miss Junín.
En 2008, fue coronada como Miss Teen Perú Universo, y representó a Perú en el Miss Teen Internacional realizado en Costa Rica quedando en quinto lugar.
Después de coronarse como Miss Teen Peru 2008, entró como modelo para el programa de concursos Very verano de América Televisión.
En el 2011, Pinedo realizó su debut en el cine desempeñando un papel en la película nacional El buen Pedro del director Sandro Ventura.
En el 2012, colaboró con la modelo Tilsa Lozano para realizar presentaciones con el grupo Las Vengadoras.
En 2013, ingresó al programa de telerrealidad Esto es guerra, retirándose en 2015 debido a su embarazo. Ese mismo año, debutó como presentadora en el programa Combate junto a los actores Renzo Schuller y Gian Piero Díaz en ATV.
En el 2016, Pinedo ingresó a Latina Televisión incorporándose a la conducción del programa Espectáculos, sucediendo a Karen Schwarz. Poco después, estuvo al mismo tiempo bajo la conducción de Los reyes del playback junto a Jesús Alzamora y Cristian Rivero. Asimismo, se desempeñó como presentadora del programa de talentos Yo soy.
En 2017, se estrenó la película Somos Néctar, en la que interpretó a Korina, una joven mala e interesada.
En 2018, se integró al elenco de la telenovela Torbellino, 20 años después, interpretando a Miriam Saavedra. También incursionó en la música lanzando una versión en cumbia del sencillo «Échame la culpa» de Luis Fonsi y Demi Lovato, junto con el cantante Deyvis Orosco. Fue presentadora de El último hincha peruano y reportera en la Copa Mundial de Fútbol de 2018. en septiembre estuvo al frente de la conducción del programa Tengo algo que decirte, en reemplazo de la abogada y exbailarina Lady Guillén, a quién se le dio un descanso debido a su embarazo, además de presentar el programa de baile Los cuatro finalistas: baile.
En el 2019 regresó con la renovada versión del programa que la vio nacer en Latina Televisión el programa de Espectáculos hasta fines de abril, después estuvo en la conducción del programa matutino Mujeres al mando junto a Karen Schwarz y Magdyel Ugaz en Latina; condujo el programa Esto es guerra al lado de Gian Piero Díaz en América Televisión, hasta el 2021 en que fue reemplazada por Johanna San Miguel, la cual volvió después de 5 años.
En 2022 formalizó su ingreso a América Televisión para conducir el programa Más espectáculos.

## Controversias

### Mundial de Rusia 2018
En 2018, la gerente de Latina Televisión dio la noticia que Pinedo viajaría a la Copa Mundial de Fútbol de 2018 para cubrir el evento, esto generó muchas críticas debido su inexperiencia periodística y deportiva. Pinedo dejó en claro que no iría al Mundial a realizar notas futbolísticas, sino a cubrir algunas incidencias acerca del mundial y de la Selección de fútbol de Perú, aun así adicionalmente lo hizo.

### Cambio de casa televisiva
En 2020, Jazmín Pinedo renunció a Latina Televisión para pasarse a las filas de América Televisión como presentadora de Esto es guerra lo que generó críticas en redes, y la controversia fue aún mayor cuando se descubrió que el contrato de Pinedo con Latina no había vencido todavía, incumpliéndolo, por lo que fue demandada por la suma de S/ 450,000.00. Luego Latina reveló el sueldo que ganaba Pinedo cuando laboraba en el canal, lo que despertó la indignación de varios usuarios, calificándolo como «cachetada a la pobreza».

## Vida personal
De 2013 a 2020, mantuvo una relación romántica con Gino Assereto, con quien tuvo a su primera hija en 2015 y sufriendo dos abortos espontáneos en 2017 y 2018.
En 2017, en una entrevista para el diario La República, declaró que se considera «hermética» en sus relaciones sociales.
Actualmente tiene un enfrentamiento mediático con Magaly Medina, mandandole indirectas cada vez que puede.

## Filmografía
| Año       | Título                         | Papel           | Notas                                   |
| --------- | ------------------------------ | --------------- | --------------------------------------- |
| 2011      | Very verano                    | Modelo          | Reparto adicional                       |
| 2011      | El buen Pedro                  | Kelly           |                                         |
| 2013-2015 | Esto es guerra                 | Participante    | 7 temporadas                            |
| 2015      | Combate                        | Presentadora    |                                         |
| 2016-2018 | Espectáculos                   | Presentadora    |                                         |
| 2016      | Los reyes del playback         | Presentadora    | 2 temporadas                            |
| 2016      | Yo soy                         | Presentadora    |                                         |
| 2016      | Miss Perú                      | Presentadora    | Junto con Cristian Rivero               |
| 2017      | Somos Néctar                   | Korina          | Dirigida por Coco Bravo                 |
| 2018      | El último hincha peruano       | Presentadora    | Junto con Cristian Rivero               |
| 2018      | Copa Mundial de Fútbol de 2018 | Reportera       | Enviada especial                        |
| 2018      | Torbellino, 20 años después    | Miriam          | Rol antagónico                          |
| 2018      | Tengo algo que decirte         | Presentadora    |                                         |
| 2018      | Los cuatro finalistas: baile   | Presentadora    | Junto con Cristian Rivero               |
| 2018      | Torbellino, 20 años después    | Miriam Saavedra | Rol Antagónico Debut formal como actriz |
| 2018-2019 | Espectáculos                   | Presentadora    |                                         |
| 2019-2020 | Mujeres al mando               | Presentadora    | junto a Karen Schwarz y Magdyel Ugaz    |
| 2020      | Esto es guerra                 | Presentadora    | junto a Gian Piero Díaz                 |
| 2021      | El gran show                   | Participante    | En la temporada 23                      |
| 2022      | Más espectáculos               | Presentadora    | [ 22 ]                                  |
| 2022      | Premios Produ Awards           | Conductora      |                                         |

## Premios y nominaciones
| Año  | Organización                                   | Categoría    | Premio                           | Trabajo    | Resultado |
| ---- | ---------------------------------------------- | ------------ | -------------------------------- | ---------- | --------- |
| 2018 | International Big Business Latin American 2018 | Mujer de Oro | Mejor Conductora Revolución 2018 | Ella misma | Ganadora  |